# つがる弘前農業協同組合

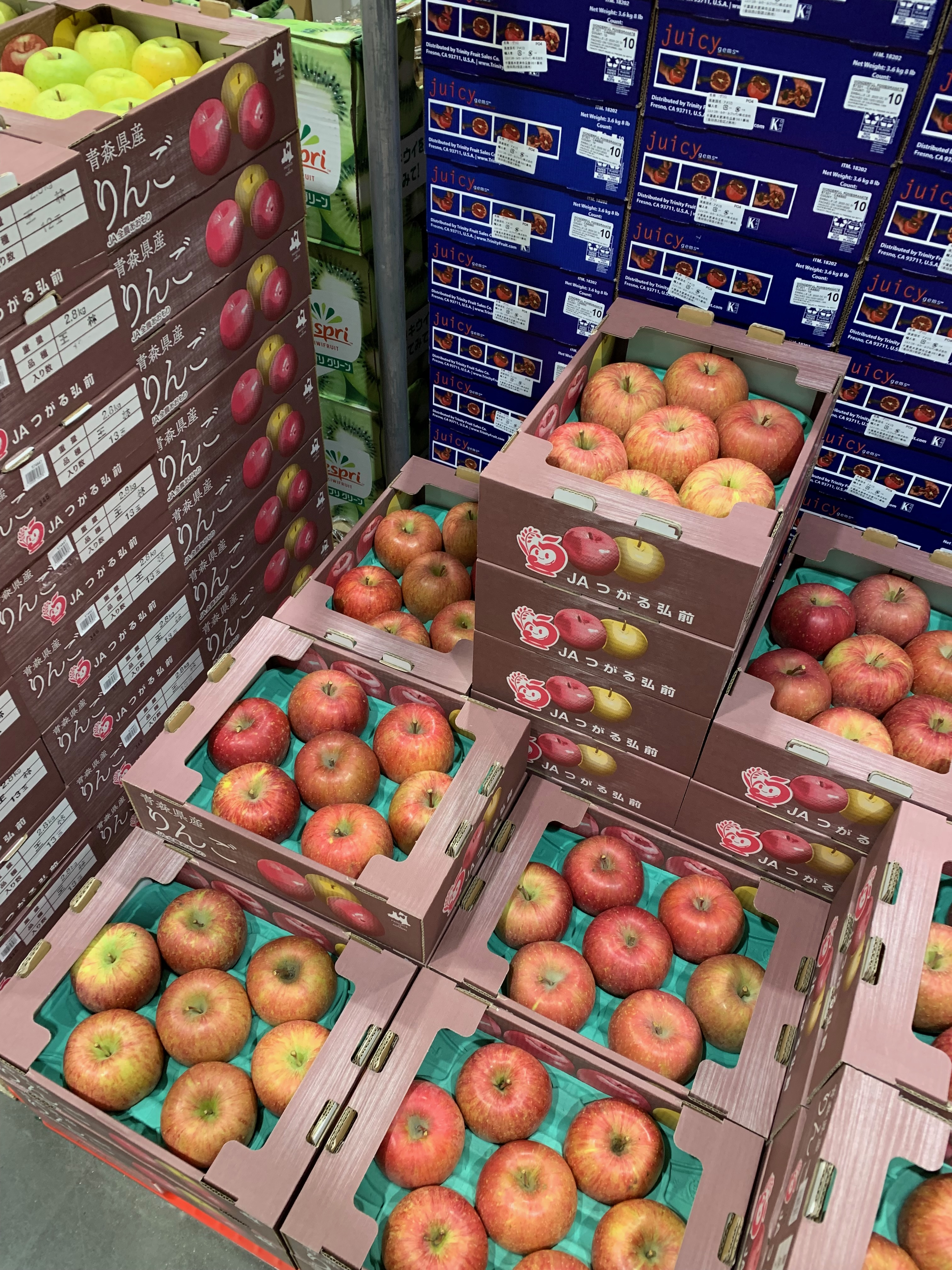
愛知県常滑市のコストコに並べられたJAつがる弘前出荷のリンゴ

つがる弘前農業協同組合（つがるひろさきのうぎょうきょうどうくみあい、略称JAつがる弘前、つがる弘前農協）は、青森県弘前市に本店を置く農業協同組合。組合員数：12,995人（2013年3月末現在）を抱える。

## 沿革
- 2003年7月1日 - 弘前市（略称は「ひろさき」を使用）・岩木町・藤崎・大鰐町・碇ヶ関村・西目屋村の6農協が新設合併し、つがる弘前農業協同組合が発足。統一金融機関コードは旧：JAひろさきの『3387』を継承。

## 店舗
弘前市
- 本店・弘前中央支店 - 城東北四丁目1-1（それぞれ、店舗内店舗として設置）
- 弘前支店 - 徒町9-4
- 船沢支店 - 折笠法立堂3-3
- 弘前北支店 - 青女子桜苅296
- 十腰内支店 - 十面沢赤坂5-4
- 和徳支店 - 撫牛子二丁目10-6
- 薬師堂支店 - 薬師堂岡本79-1
- 弘前東支店 - 小栗山長田8
- 弘前南支店 - 悪戸芦野95-1
- 弘前西支店 - 町田沖田83-1
- 岩木支店 - 五代前田306-1

平川市
- 碇ヶ関支店 - 碇ヶ関阿原30

中津軽郡
- 目屋支店 - 西目屋村田代神田69-1

南津軽郡
- 藤崎支店 - 藤崎町葛野岡元1-1
- 大鰐支店 - 大鰐町長峰前田336-1

## 主な作物
- りんご など。